# Ortogneiss
Le ortogneiss (il prefisso orto- può anche essere omesso) sono un tipo di Gneiss, cioè rocce metamorfiche di grado medio-alto, che derivano dal metamorfismo di rocce magmatiche come i graniti o le rioliti.
Contengono granuli di diversi minerali tra i quali quarzo, albite, microclino e le miche biotite e muscovite.
L'orientazione dei minerali secondo direzioni ben precise dà alla roccia un aspetto "striato" e a volte ne determina scistosità.